# Zatishshia
Zatishshia (en ucraniano: Затишшя, romanizado: Zatyshshia) es un pueblo ucraniano perteneciente al óblast de Odesa. Situado en el suroeste del país, es parte del raión de Rozdilna y centro del municipio (hromada) homónimo.

## Toponimia
En todos los idiomas de importancia local, el asentamiento se conoce con el nombre de Zatishe (en ruso: Затишье).

## Geografía
El asentamiento se encuentra a 116 km de Odesa y a 85 km de Chisináu.

## Historia
La ciudad de Zatishshia fue fundada en 1865 como estación de ferrocarril, junto con la apertura del primer ferrocarril en la parte de Ucrania que estaba bajo el dominio del Imperio ruso, el tramo Odesa-Balta. Durante la época del Imperio ruso, este territorio pertenecía al uyezd de Tiráspol de la gobernación de Jersón.
En 1895-1896, el terrateniente V.I. Stanilevych excavó aquí un túmulo de la Edad del Bronce. Zatishshia fue visitada por el zar Alejandro II. En 1885, cuatro años después de su muerte, se erigió aquí un monumento a él, destruido durante la guerra civil rusa. Durante la guerra, Zatishshia cambió de manos entre los bolcheviques de la República soviética de Odesa, los ucranianos de la República popular de Ucrania y el Ejército Blanco hasta que se asentó el poder soviético.
Zatishshia no se vio relativamente afectada por la hambruna del Holodomor (1932-1933). 
Durante la Segunda Guerra Mundial, Zatishshia estuvo bajo ocupación del reino de Rumania como parte de la gobernación de Transnistria del 8 de agosto de 1941 al 3 de abril de 1944. Tanto en 1941 como en 1944, Zatishshia fue tomada como resultado de intensos combates.
El pueblo recibió el estatus de asentamiento urbano en 1964. Al no ser un centro de distrito en sí, Zatishshia estaba ubicada entre dos centros de distrito que no están ubicados en el ferrocarril: Zajarivka y Shiriayeve. El ferrocarril en este tramo fue electrificado en 1992 y en 1994, la estación se utilizó para retirar material militar de Transnistria a Rusia, tras el final de la fase caliente del conflicto.
Zatishshia fue parte del raión de Zajarivka hasta 2020, año en el que se hizo una reforma administrativa que redujo el número de raiónes del óblast de Odesa a siete, y el asentamiento pasó a ser parte del raión de Rozdilna.En 2023, Zatishshia perdió el estatus de asentamiento de tipo urbano en la legislación ucraniana debido a la eliminación de este estatus administrativo.

## Demografía
La evolución de la población de Zatishshia entre 1970 y 2022 fue la siguiente:
| 3771                                                          | 3812 | 3461 | 3542 | 3571 | 3538 | 3488 |
| (Fuente: Cities & Towns of Ukraine y UKRAINE: Größere Städte) |      |      |      |      |      |      |

Según el censo de 2001, la lengua materna de la mayoría de los habitantes, el 95,6%, es el ucraniano; del 3,6% es el ruso.

## Infraestructura

### Transporte
Zatishshia tiene una estación de tren en la línea Odesa-Kiev, en el tramo Rozdilna-Podilsk.

## Personas ilustres
- Pavlo Bazilevski (1896-1981): general del ejército de la República Popular Ucraniana en el exilio.